# Brünlos
Brünlos ist ein Ortsteil der sächsischen Stadt Zwönitz im Erzgebirgskreis.

## Geografie

### Lage
Das Waldhufendorf Brünlos liegt südöstlich von Stollberg in einem Nebental des Zwönitzbaches.

### Nachbarorte
| Hoheneck   |                                             | Thalheim     |
| Mitteldorf | Kompassrose, die auf Nachbargemeinden zeigt |              |
| Gablenz    | Niederzwönitz                               | Dorfchemnitz |

## Geschichte

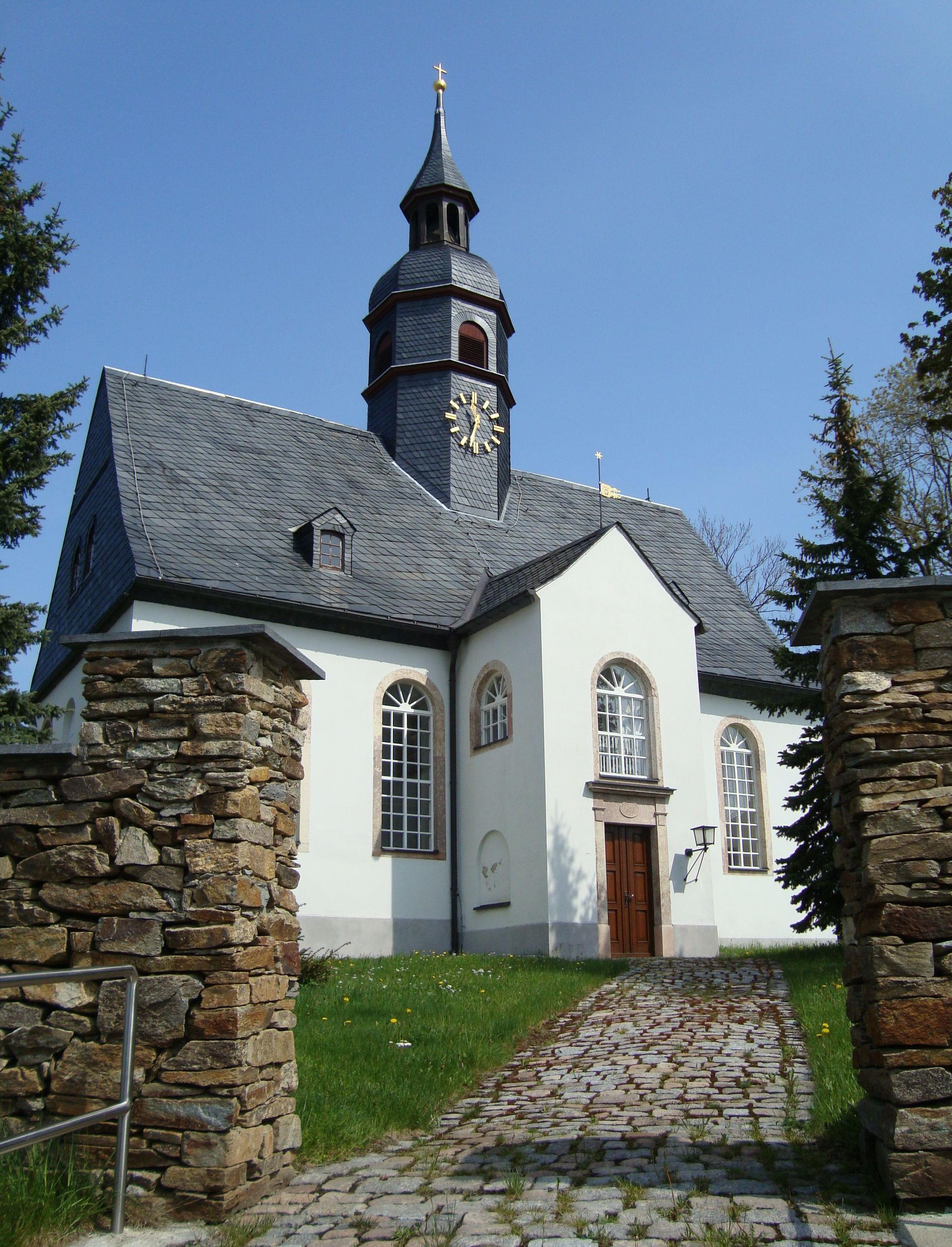
Kirche in Brünlos

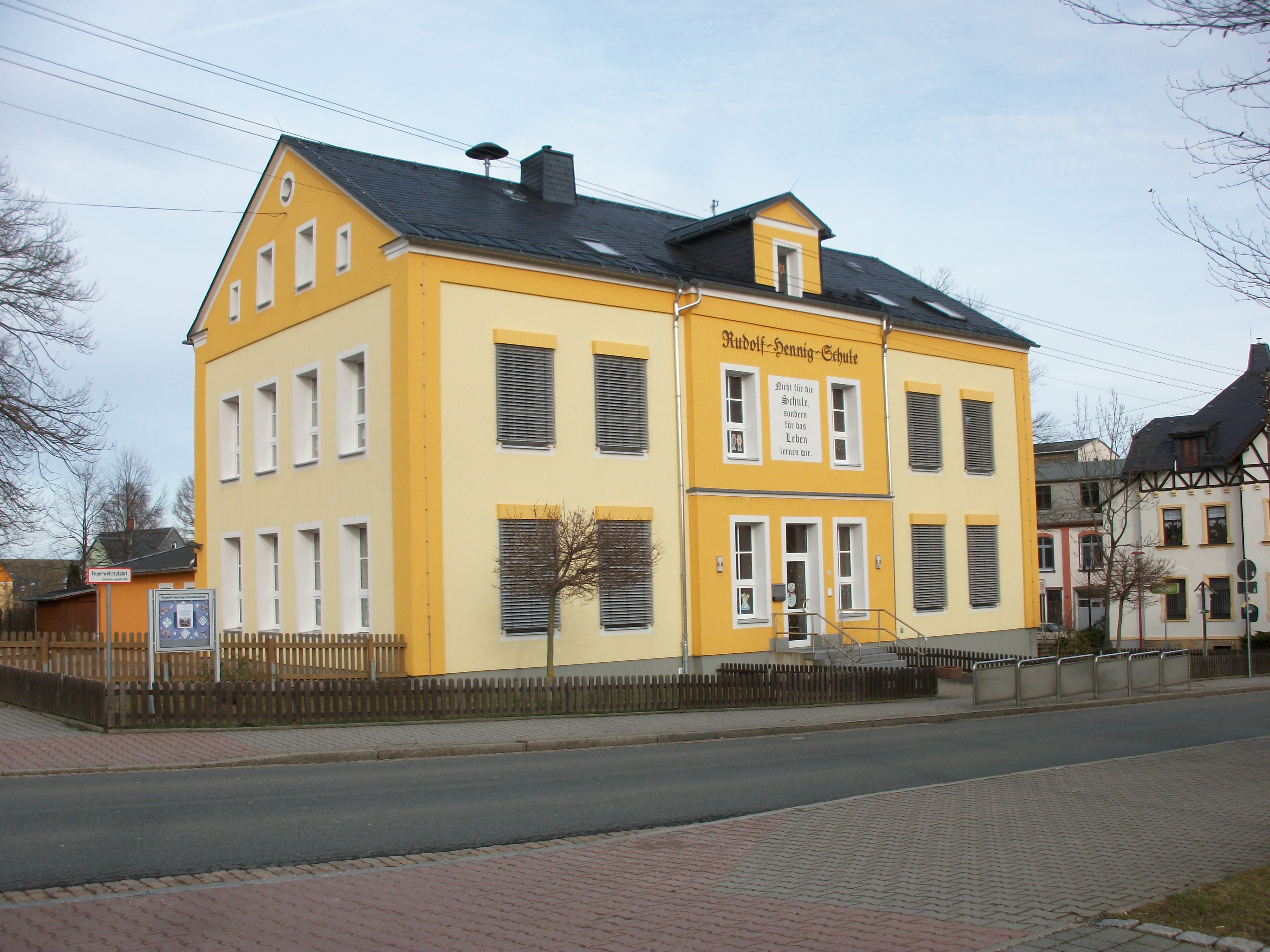
Rudolf-Hennig-Grundschule Brünlos

Die Ersterwähnung als Průnlis erfolgte um 1460 im Terminierbuch der Zwickauer Franziskaner. Der Ortsname Brünlos wird als Siedlung an einem Brünnlein bzw. einem Quellbach gedeutet. 1539 ging das Dorf aus dem Besitz des Ritterguts Stollberg in die landesherrliche Amtsverwaltung des Kurfürstentums Sachsen über. Im zugehörigen Gemeindewald wurde Bergbau auf Waschstein, einer Art Raseneisenstein, betrieben. Es wird vermutet, dass der Thalheimer Eisenhammer dieses Vorkommen nutzte. Haupterwerb der Bevölkerung war neben der Landwirtschaft vor allem der Holz- und Torfhandel sowie die Strumpfwirkerei als Lohnarbeit. In den 66 Häuslerbauten standen um 1840 zahlreiche Walzenstühle. Ausgang des 19. Jahrhunderts wurden fünf Strumpffabriken gegründet. Während der DDR gehörten diese zum VEB Kombinat Esda, Strumpffabrik Max Roscher in Gornau sowie zur VEB Strumpffabrik Brünlos. Der Industriezweig kam nach der Wende komplett zum Erliegen.
Auf die ursprünglich 16 Bauerngüter verteilte sich eine Feldflur von 735 ha. Bereits 1953 wurde von zunächst drei Bauern die Landwirtschaftliche Produktionsgenossenschaft Freundschaft gegründet. Diese erhielt 1960 den Orden Banner der Arbeit und bewirtschaftete 1962 die Fluren von Günsdorf, Dorfchemnitz und Hoheneck mit insgesamt 864 ha und 240 Mitgliedern. Die Verwaltung dieser LPG wurde nach der Zusammenlegung mit den Nachbardörfern nach Dorfchemnitz verlegt. Eine zweite LPG mit Namen Heimatscholle bewirtschaftete ab 1960 140 ha Land.
Die Kirche von Brünlos war zunächst eine Filialkirche der Stollberger St.-Jacobi-Kirche. Die Dorfkirche stammt in ihrem Kern aus dem 15. Jahrhundert und wurde zuletzt 1832/33 umfangreich erneuert.  1893 löste sich Brünlos von seiner Mutterkirche und wurde eigenständige Parochie. Die Orgel wurde 1893 von Johann Kralapp errichtet. In ihrer äußeren Erscheinung ist die Brünloser Kirche eine typische erzgebirgische Dorfkirche mit Dachreiter. An historischer Ausstattung sind zwei Altarfiguren aus dem 15. Jahrhundert und der Taufstein um 1600 vorhanden.
Seit 1. November 1999 ist Brünlos ein Ortsteil der Stadt Zwönitz.

## Sehenswürdigkeiten

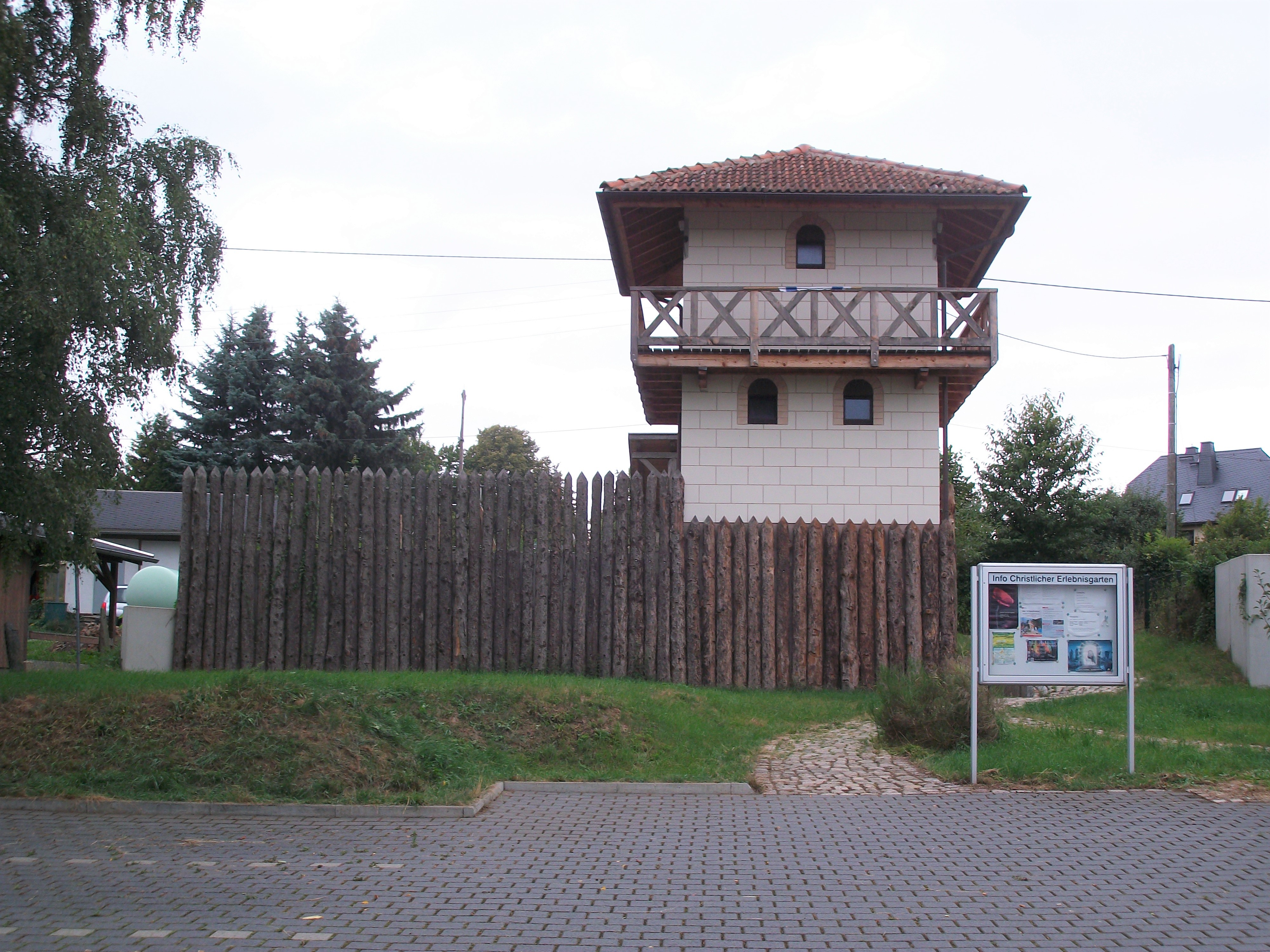
Christlicher Erlebnisgarten (Bibelgarten Brünlos)

- Bibelgarten Brünlos[4]
- Weihnachtsberg Brünlos[5]

## Gedenkstätten
In Brünlos wurde der erste und bisher einzige Stolperstein in Zwönitz verlegt, der an eine geistig behinderte und deswegen in Pirna-Sonnenstein getötete Frau aus Brünlos erinnert.

## Entwicklung der Einwohnerzahl
| Jahr | Einwohnerzahl                                       |
| ---- | --------------------------------------------------- |
| 1551 | 18 besessene Mann, 42 Inwohner                      |
| 1764 | 17 besessene Mann, 23 Häusler, 2 Gärtner, 8 ¼ Hufen |
| 1834 | 549                                                 |
| 1871 | 954                                                 |

| Jahr | Einwohnerzahl |
| ---- | ------------- |
| 1890 | 1401          |
| 1910 | 1444          |
| 1925 | 1443          |
| 1939 | 1776          |

| Jahr | Einwohnerzahl |
| ---- | ------------- |
| 1946 | 1888          |
| 1950 | 1932          |
| 1964 | 1677          |
| 1990 | 1356          |

## Persönlichkeiten
- Wolfgang Böhm (1936–2022), Agrarwissenschaftler
- Reiner Neubert (* 1942), Literaturwissenschaftler
- Herbert Olschok (* 1951), Schauspieler und Theaterregisseur
- Lotte Wolf-Matthäus (1908–1979), Sängerin
- Eberhard Röhner (1929–2017), Literaturwissenschaftler